# کاترینا هاندزیوک
کاترینا ویکتوریونا هاندزیوک ( اوکراینی: Катерина Вікторівна Гандзюк ; زاده ۱۷ ژوئن ۱۹۸۵- درگذشته ۴ نوامبر ۲۰۱۸) یک فعال حقوق مدنی و فعال ضد فساد اوکراینی بود که فساد را در زادگاهش خرسون فاش نمود.  بعدها او در تاریخ ۳۱ ژوئیه ۲۰۱۸ با اسید سولفوریک مورد حمله  قرار می گیرد و  بعد از آن در تاریخ ۴ نوامبر ۲۰۱۸ بر اثر شدت جراحات وارد شده فوت می کند

## زندگینامه
هاندزیوک در تاریخ ۱۷ ژوئن ۱۹۸۵ در خرسون در اوکراین شوروی متولد شد. بعد از آن او در بین سال های ۲۰۰۲ تا ۲۰۰۶ در دانشگاه ایالتی خرسون تحصیل می کند. سپس در سال ۲۰۰۸ از دانشگاه ملی اقتصادی کیف فارغ التحصیل می شود. او در سال ۲۰۱۶، وارد انجمن ملی مدیریت دولتی زیر نظر ریاست جمهوری اوکراین می شود.

## میراث
در نوامبر ۲۰۲۲، به عنوان قسمتی از یک کمپین بی‌نظامی، خیابان دریای سفید کیف به خیابان کاترینا هاندزیوک تغییر پیدا کرد.